# Xã Sundre, Quận Ward, Bắc Dakota
Xã Sundre (tiếng Anh: Sundre Township) là một xã thuộc quận Ward, tiểu bang Bắc Dakota, Hoa Kỳ. Năm 2010, dân số của xã này là 970 người.